# Rudolf Krause (Fußballtrainer)
Rudolf Krause (* 21. Januar 1927 in Leipzig; † 12. Dezember 2003 ebenda) war Fußballspieler und Fußballtrainer in der DDR. Er war promovierter Pädagoge, Diplomsportlehrer und Diplomjurist.

## Sportliche Laufbahn

### Gemeinschafts- und Clubstationen
Mit Beginn des nach dem Zweiten Weltkrieg wieder geregelten Fußballspielbetriebes 1946 meldete sich Rudolf Krause mit 19 Jahren bei der Sportgemeinschaft Stötteritz im Osten von Leipzig an. Dort spielte er eine Saison und wechselte 1947 zur SG Probstheida, einem Vorgänger des 1. FC Lokomotive Leipzig und Ende der 1940er Jahre eine der stärksten Fußballmannschaften Leipzigs. Als 1949 als höchste ostdeutsche Fußballklasse die DS-Oberliga, damals noch nach dem Deutscher Sportausschuss benannt, initiiert wurde, schloss sich Krause der in dieser Liga spielenden Mannschaft der ZSG Industrie Leipzig an. Bereits ein Jahr später wurde er mit dieser Mannschaft, inzwischen in BSG Chemie Leipzig umbenannt, DDR-Fußballmeister nach einem 2:0 im Entscheidungsspiel gegen Turbine Erfurt. Als Innenstürmer erzielte er in dieser Saison (1950/51) 18 Tore und war damit bester Torschütze der Leipziger. In der folgenden Spielzeit erwies sich Krause als noch treffsicherer und wurde mit 27 Treffern zusammen mit dem Stendaler Kurt Weißenfels Torschützenkönig der Oberliga.
Zu Beginn der Saison 1952/53 begann die Polizeimannschaft Vorwärts Leipzig, die in der abgelaufenen Spielzeit nur 15. im 19.-Feld der Oberliga geworden war, die besten Spieler des Lokalrivalen Chemie zum Wechsel zu bewegen. Im Winter 1952 wechselten schließlich acht Spieler zu Vorwärts, unter ihnen auch Rudolf Krause. Er war allerdings der einzige, der nicht in die Kasernierte Volkspolizei, der die Mannschaft unterstellt war, eintrat. Schon wenige Wochen später veranlasste die Führung der Polizei-Sportvereinigung Vorwärts den Umzug der Mannschaft nach Berlin. Als die Vorwärts-Mannschaft im Sommer 1953 aus der Oberliga abstieg, kehrte Krause zu Chemie Leipzig zurück. Nach der Bildung von Sportclubs im Spätsommer und Herbst 1954 wurde der Oberligaplatz der BSG Chemie an den SC Lokomotive Leipzig übertragen, für den Krause und seine Mitspieler nun aufliefen.
Als der SC Lok am Ende der Saison 1954/55 nur auf einem enttäuschenden 11. Platz in der Oberliga landete, wurde Krause zusammen mit seinem Trainer Alfred Kunze zur Bewährung zum Drittligisten Lok Weimar versetzt. Zu Beginn des Jahres 1956 – die Saisons im ostdeutschen Fußball wurden zu diesem Zeitpunkt dem Kalenderjahr angeglichen ausgetragen – durfte Krause wieder für die Leipziger spielen. Im Dezember 1961 trat Rudolf Krause vom aktiven Fußballsport zurück. Er hatte für die BSG Chemie und den SC Lok Leipzig 249 und für die Leipziger bzw. Ost-Berliner Vorwärts-Elf fünf Oberligaspiele absolviert und dabei insgesamt 111 Oberligatore erzielt.

### Auswahleinsätze
Obwohl Rudolf Krause ein erfolgreicher Torschütze und blendender Techniker war, kam er nur zu zwei Einsätzen in der DDR-A-Nationalelf. Seinen ersten Einsatz erhielt er am 14. Juni 1953 beim Spiel gegen Bulgarien in Dresden (0:0). Krause wurde auf der halblinken Sturmseite aufgeboten, wurde aber zur Halbzeit durch den Briesker Horst Franke ersetzt. Es dauerte drei Jahre, ehe Krause eine neue Chance in der Nationalmannschaft erhielt. Am 20. September 1956 spielte die DDR in Karl-Marx-Stadt gegen Indonesien (3:1). Krause wurde für Horst Assmy eingewechselt, konnte sich aber nicht als Torschütze empfehlen. Zu weiteren Auswahleinsätzen kam es danach nicht mehr.
1954 wurde der Angreifer zweimal in der DDR-B-Auswahl aufgeboten. In den Spielen gegen Polen (2:1) und Bulgarien (0:0) konnte er sich nicht als Torschütze auszeichnen.

## Trainerlaufbahn
Nach der Beendigung seiner aktiven Laufbahn absolvierte Krause eine Ausbildung zum Fußballtrainer und betreute zunächst 1961–1963 die unterklassige Mannschaft von Stahl Lippendorf. Anschließend wurde er zum Trainer beim neu gegründeten SC Leipzig berufen. In seiner ersten Saison 1963/64 musste er die Schmach hinnehmen, dem Lokalrivalen und „Rest von Leipzig“, der BSG Chemie den Meistertitel zu überlassen. Sein SC wurde zwar Dritter, doch unterlag er auch im DDR-Pokalendspiel (2:3 gegen Aufbau Magdeburg). Als der SC Leipzig 1965 hinter Chemie nur Vierter wurde, musste Krause gehen und trainierte für eine Saison die BSG Chemie Zeitz in der zweitklassigen DDR-Liga.
1968 wurde ihm das Training der DDR-Juniorenauswahl übertragen. Mit ihr gewann er 1970 das UEFA-Juniorenturnier, der inoffiziellen Europameisterschaft dieser Altersklasse, durch Losentscheid nach einem 1:1 im Endspiel gegen die Niederlande. Zuvor hatten die von ihm betreuten Junioren bereits beim Juniorenturnier 1969 nach Losentscheid den 2. Platz belegt (1:1 gegen Bulgarien), 1973 wurde die Mannschaft erneut Zweiter nach einer 2:3-Finalniederlage gegen England. Von 1976 bis 1978 betreute Krause die DDR-Nachwuchsauswahl.
Für das Fußballturnier der Olympischen Spiele 1980 in Moskau beschloss der DDR-Fußballverband, eine von der A-Nationalmannschaft getrennte eigenständige Olympiaauswahl aufzustellen. Rudolf Krause wurde 1979 als verantwortlicher Trainer berufen. Da die DDR Titelverteidiger war, konnte sie ohne Qualifikation am Endrundenturnier teilnehmen, hatte zuvor aber über 20 Vorbereitungsspiele absolviert. Die DDR-Auswahl erreichte nach vier Siegen und einem Unentschieden das olympische Finale, unterlag dort aber am 2. August 1980 der Tschechoslowakei mit 0:1.
Nach einem weiteren zweijährigen Zwischenspiel als Trainer der Nachwuchsauswahl wurde Krause 1982 zum Cheftrainer der DDR-A-Nationalmannschaft ernannt. Er hatte die Aufgabe, die Mannschaft für die Fußball-Europameisterschaft 1984 zu qualifizieren. Nach drei Niederlagen in Folge gegen Schottland und zweimal Belgien sowie einem torlosen Unentschieden gegen die Schweiz war die DDR schon zwei Runden vor Ende der Qualifikationsrunde gescheitert. Der DFV entschied daraufhin auf einer Tagung am 23. September 1983, Krause von seiner Tätigkeit als Nationaltrainer zu entbinden. In den 17 Spielen unter seiner Leitung erreichte die DDR-Nationalmannschaft acht Siege, vier Unentschieden und fünf Niederlagen. Anschließend war Rudolf Krause bis zu seinem Vorruhestand 1990 als Berater für die U16- und U18-Auswahlmannschaften tätig.

## Stationen im Überblick
|           | Spieler                 |  |           | Trainer                |
| --------- | ----------------------- |  | --------- | ---------------------- |
| 1946–1947 | SG Stötteritz           |  | 1961–1963 | Stahl Lippendorf       |
| 1947–1949 | SG Probstheida          |  | 1963–1965 | SC Leipzig             |
| 1949–1952 | Chemie Leipzig          |  | 1965–1966 | Chemie Zeitz           |
| 1952–1953 | Vorwärts Leipzig/Berlin |  | 1968–1975 | DDR-Juniorenauswahl    |
| 1953–1954 | Chemie Leipzig          |  | 1976–1978 | DDR-Nachwuchsauswahl   |
| 1954–1955 | SC Lok Leipzig          |  | 1979–1980 | DDR-Olympiaauswahl     |
| 1955      | Lok Weimar              |  | 1980–1981 | DDR-Nachwuchsauswahl   |
| 1956–1961 | SC Lok Leipzig          |  | 1982–1983 | DDR-Nationalmannschaft |

## Privates
Rudolf Krause war der Vater von Sunhild Krause, die 1975 DDR-Meisterin in der Rhythmischen Sportgymnastik wurde und weitere vordere Platzierungen in dieser Disziplin erreichte.